# Bundestagswahlkreis Gera-Stadt – Eisenberg – Gera-Land I
Der Bundestagswahlkreis Gera-Stadt – Eisenberg – Gera-Land I war von 1990 bis 2002 ein Wahlkreis in Thüringen. Er besaß die Nummer 303 und umfasste die kreisfreie Stadt Gera, den Landkreis Eisenberg und einen Teil des Landkreises Gera. Im Rahmen der Wahlkreisreform von 2002, bei der die Anzahl der Wahlkreise in Thüringen von zwölf auf zehn reduziert wurde, wurde das Gebiet des Wahlkreises auf die Wahlkreise Gera – Saale-Holzland-Kreis und Greiz – Altenburger Land aufgeteilt.
Der letzte direkt gewählte Wahlkreisabgeordnete war Karsten Schönfeld (SPD).

## Wahlergebnisse

### Bundestagswahl 1998
| Kandidaten                     | Kandidaten                     | Parteien/Listen     | Erststimmen | Erststimmen | Zweitstimmen | Zweitstimmen |
| Kandidaten                     | Kandidaten                     | Parteien/Listen     | Stimmen     | %           | Stimmen      | %            |
| ------------------------------ | ------------------------------ | ------------------- | ----------- | ----------- | ------------ | ------------ |
|                                | Hans-Ulrich Köhler             | CDU                 | 32.543      | 28,1        | 29.671       | 25,6         |
|                                | Karsten Schönfeldgewählt im WK | SPD                 | 39.099      | 33,7        | 38.011       | 32,8         |
|                                | Ruth Fuchs                     | PDS                 | 31.920      | 27,5        | 30.150       | 26,0         |
|                                | Olaf Möller                    | GRÜNE               | 3.845       | 3,3         | 4.438        | 3,8          |
|                                | Thomas Witt                    | F.D.P.              | 2.967       | 2,6         | 3.835        | 3,3          |
|                                | −                              | BFB – Die Offensive | –           | –           | 425          | 0,4          |
|                                | –                              | DVU                 | –           | –           | 3.191        | 2,8          |
|                                | Ingeburg Reiche                | GRAUE               | 978         | 0,8         | 645          | 0,6          |
|                                | Matthias Ritter                | REP                 | 3.555       | 3,1         | 1.939        | 1,7          |
|                                | −                              | DIE FRAUEN          | –           | –           | 275          | 0,2          |
|                                | –                              | Pro DM              | –           | –           | 2.757        | 2,4          |
|                                | Hans-Joachim Feustel           | FORUM               | 1.002       | 0,9         | 469          | 0,4          |
|                                | −                              | ödp                 | –           | –           | 136          | 0,1          |
| Gesamt                         | Gesamt                         | Gesamt              | 115.909     | 100         | 115.942      | 100          |
|                                |                                |                     |             |             |              |              |
| Ungültige Stimmen              | Ungültige Stimmen              | Ungültige Stimmen   | 1.824       | 1,5         | 1.791        | 1,5          |
| Wähler                         | Wähler                         | Wähler              | 117.733     | 80,5        | 117.733      | 80,5         |
| Wahlberechtigte                | Wahlberechtigte                | Wahlberechtigte     | 146.197     |             | 146.197      |              |
|                                |                                |                     |             |             |              |              |
| Quellen: Der Bundeswahlleiter, |                                |                     |             |             |              |              |

### Bundestagswahl 1994
| Kandidaten                     | Kandidaten                      | Parteien/Listen   | Erststimmen | Erststimmen | Zweitstimmen | Zweitstimmen |
| Kandidaten                     | Kandidaten                      | Parteien/Listen   | Stimmen     | %           | Stimmen      | %            |
| ------------------------------ | ------------------------------- | ----------------- | ----------- | ----------- | ------------ | ------------ |
|                                | Hans-Ulrich Köhlergewählt im WK | CDU               | 41.599      | 39,8        | 38.562       | 36,8         |
|                                | –                               | SPD               | 27.788      | 26,6        | 28.793       | 27,4         |
|                                | –                               | PDS               | 25.733      | 24,6        | 25.012       | 23,8         |
|                                | –                               | GRÜNE             | 5.593       | 5,4         | 5.170        | 4,9          |
|                                | –                               | F.D.P.            | –           | –           | 4.235        | 4,0          |
|                                | –                               | GRAUE             | 1.167       | 1,1         | 931          | 0,9          |
|                                | –                               | REP               | 1.498       | 1,4         | 1.431        | 1,4          |
|                                | –                               | Solidarität       | –           | –           | 56           | 0,1          |
|                                | –                               | MLPD              | –           | –           | 47           | 0,0          |
|                                | –                               | ÖDP               | –           | –           | 188          | 0,2          |
|                                | –                               | STATT             | –           | –           | 500          | 0,5          |
|                                | –                               | Wählergruppe      | 1.025       | 1,0         | –            | –            |
| Gesamt                         | Gesamt                          | Gesamt            | 104.403     | 100         | 104.925      | 100          |
|                                |                                 |                   |             |             |              |              |
| Ungültige Stimmen              | Ungültige Stimmen               | Ungültige Stimmen | 2.788       | 2,6         | 2.266        | 2,1          |
| Wähler                         | Wähler                          | Wähler            | 107.191     | 72,5        | 107.191      | 72,5         |
| Wahlberechtigte                | Wahlberechtigte                 | Wahlberechtigte   | 147.854     |             | 147.854      |              |
|                                |                                 |                   |             |             |              |              |
| Quellen: Der Bundeswahlleiter, |                                 |                   |             |             |              |              |

### Bundestagswahl 1990
| Kandidaten                     | Kandidaten                      | Parteien/Listen   | Erststimmen | Erststimmen | Zweitstimmen | Zweitstimmen |
| Kandidaten                     | Kandidaten                      | Parteien/Listen   | Stimmen     | %           | Stimmen      | %            |
| ------------------------------ | ------------------------------- | ----------------- | ----------- | ----------- | ------------ | ------------ |
|                                | Hans-Ulrich Köhlergewählt im WK | CDU               | 46.457      | 41,8        | 45.616       | 41,0         |
|                                | −                               | SPD               | 23.608      | 21,3        | 25.493       | 22,9         |
|                                | −                               | PDS               | 15.139      | 13,6        | 13.264       | 11,9         |
|                                | −                               | DSU               | 2.615       | 2,4         | 1.706        | 1,5          |
|                                | −                               | F.D.P.            | 12.645      | 11,4        | 15.880       | 14,3         |
|                                | −                               | GRÜNE             | 7.980       | 7,2         | 6.419        | 5,8          |
|                                | −                               | LIGA              | –           | –           | 167          | 0,1          |
|                                | −                               | DIE GRAUEN        | 1.758       | 1,6         | 1.162        | 1,0          |
|                                | –                               | REP               | –           | –           | 1.047        | 0,9          |
|                                | −                               | NPD               | 825         | 0,7         | 419          | 0,4          |
|                                | –                               | ÖDP               | –           | –           | 189          | 0,2          |
|                                | –                               | Patrioten         | –           | –           | 24           | 0,0          |
| Gesamt                         | Gesamt                          | Gesamt            | 111.027     | 100         | 111.386      | 100          |
|                                |                                 |                   |             |             |              |              |
| Ungültige Stimmen              | Ungültige Stimmen               | Ungültige Stimmen | 1.898       | 1,7         | 1.539        | 1,4          |
| Wähler                         | Wähler                          | Wähler            | 112.925     | 73,8        | 112.925      | 73,8         |
| Wahlberechtigte                | Wahlberechtigte                 | Wahlberechtigte   | 153.106     |             | 153.106      |              |
|                                |                                 |                   |             |             |              |              |
| Quellen: wahlen.thueringen.de, |                                 |                   |             |             |              |              |

## Wahlkreissieger
| Wahl | Name               | Partei | Erststimmen |
| ---- | ------------------ | ------ | ----------- |
| 1998 | Karsten Schönfeld  | SPD    | 33,7 %      |
| 1994 | Hans-Ulrich Köhler | CDU    | 39,8 %      |
| 1990 | Hans-Ulrich Köhler | CDU    | 41,8 %      |